# Manchester (New Jersey)
Manchester è un comune (township) degli Stati Uniti d'America nella contea di Ocean, nello Stato del New Jersey. 
Il comune deve il suo nome alla città inglese di Manchester.
Presso la Lakehurst Naval Air Station che si trova nel territorio di questo comune, vicino alla cittadina di Lakehurst, nel 1937 avvenne il celebre disastro del dirigibile Hindenburg.